# The Breaking Point (1961)
The Breaking Point é um filme policial britânico dirigido por Lance Comfort e lançado em 1961.